# Lista över countyn i Pennsylvania

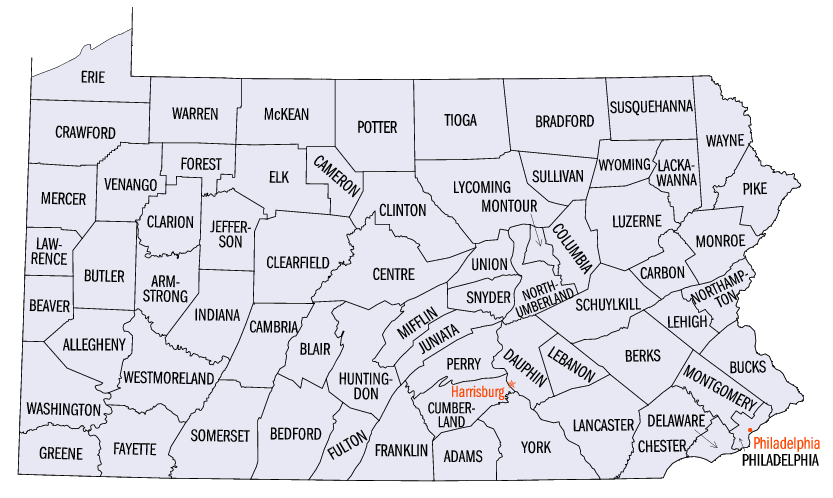
Pennsylvania

Detta är en lista över de 67 countyn som finns i delstaten Pennsylvania i USA. 
| County                | Huvudort (county seat) |
| --------------------- | ---------------------- |
| Adams County          | Gettysburg             |
| Allegheny County      | Pittsburgh             |
| Armstrong County      | Kittanning             |
| Beaver County         | Beaver                 |
| Bedford County        | Bedford                |
| Berks County          | Reading                |
| Blair County          | Hollidaysburg          |
| Bradford County       | Towanda                |
| Bucks County          | Doylestown             |
| Butler County         | Butler                 |
| Cambria County        | Ebensburg              |
| Cameron County        | Emporium               |
| Carbon County         | Jim Thorpe             |
| Centre County         | Bellefonte             |
| Chester County        | West Chester           |
| Clarion County        | Clarion                |
| Clearfield County     | Clearfield             |
| Clinton County        | Lock Haven             |
| Columbia County       | Bloomsburg             |
| Crawford County       | Meadville              |
| Cumberland County     | Carlisle               |
| Dauphin County        | Harrisburg             |
| Delaware County       | Media                  |
| Elk County            | Ridgway                |
| Erie County           | Erie                   |
| Fayette County        | Uniontown              |
| Forest County         | Tionesta               |
| Franklin County       | Chambersburg           |
| Fulton County         | McConnellsburg         |
| Greene County         | Waynesburg             |
| Huntingdon County     | Huntingdon             |
| Indiana County        | Indiana                |
| Jefferson County      | Brookville             |
| Juniata County        | Mifflintown            |
| Lackawanna County     | Scranton               |
| Lancaster County      | Lancaster              |
| Lawrence County       | New Castle             |
| Lebanon County        | Lebanon                |
| Lehigh County         | Allentown              |
| Luzerne County        | Wilkes-Barre           |
| Lycoming County       | Williamsport           |
| McKean County         | Smethport              |
| Mercer County         | Mercer                 |
| Mifflin County        | Lewistown              |
| Monroe County         | Stroudsburg            |
| Montgomery County     | Norristown             |
| Montour County        | Danville               |
| Northampton County    | Easton                 |
| Northumberland County | Sunbury                |
| Perry County          | New Bloomfield         |
| Philadelphia County   | Philadelphia           |
| Pike County           | Milford                |
| Potter County         | Coudersport            |
| Schuylkill County     | Pottsville             |
| Snyder County         | Middleburg             |
| Somerset County       | Somerset               |
| Sullivan County       | Laporte                |
| Susquehanna County    | Montrose               |
| Tioga County          | Wellsboro              |
| Union County          | Lewisburg              |
| Venango County        | Franklin               |
| Warren County         | Warren                 |
| Washington County     | Washington             |
| Wayne County          | Honesdale              |
| Westmoreland County   | Greensburg             |
| Wyoming County        | Tunkhannock            |
| York County           | York                   |